# Billungové

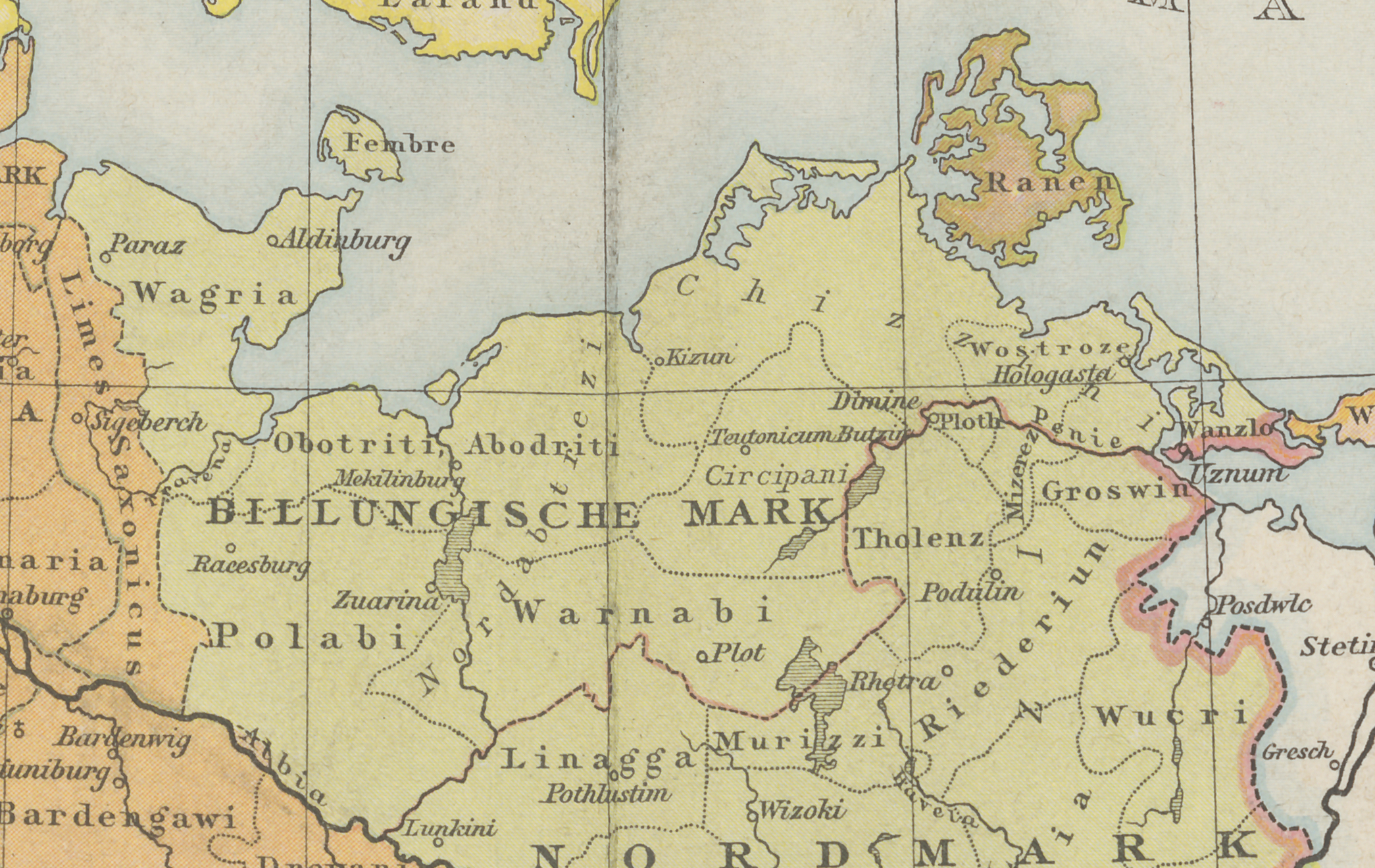
Území Billungů v roce 1000

Billungové byl saský šlechtický rod, zprvu hrabata, od 10. století saští vévodové.
Prvním známým příslušníkem rodu Billungů byl hrabě Wichmann, zmiňovaný k roku 811. Oda z rodu Billungů byla manželka hraběte Liudolfa, prvního příslušníka Liudolfovců.
V 10. století bylo rodovým centrem území Billungů Bardengau v Lünebursku. Roku 937 dobyl Ota I. Veliký část území Polabských Slovanů mezi řekami Labe a Odra a rozdělil je na dvě části. Severní část dal do správy Heřmanu Billungovi († 973), jižní pak Gerovi. Roku 950 udělil Ota I. Veliký Sasko do správy Billunžskému markraběti Hermanovi, který se tak stal prvním saským vévodou z rodu Billungů. Jeho syn Bernard I. († 988) však původně slovanská území opět ztratil. Vévodou Magnusem († 1106) vymřel rod Billungů v Sasku. Císař Jindřich V. udělil Sasko po smrti vévody Magnuse Lotharovi Supplinburskému.
Magnus Billung zanechal dvě dcery, jejichž potomci si v pozdějších letech uplatňovali nárok na Sasko. Jeho první dcerou byla Wulfhilda, manželka Jindřicha Černého, vévody bavorského, z rodu Welfů. Druhá dcera Eilika byla manželkou Oty Bohatého, hraběte z Ballenstedtu, z rodu Askánců. Po smrti Eiliky roku 1142 přešla polovina území Billungů do majetku jejího syna Albrechta Medvěda.

## Rodokmen saských Billungů (mladší větev Billungů)
1. ? († 26. května 967), hrabě

Znak přisuzovaný Billungům na základě jejich mincí

  1. Amelung, († 5. května 962), od 933 biskup verdenský
  2. Wichmann I. Starší, († 23. dubna 944), hrabě od 937
    1. Wichmann II. Mladší, († 22. září 967), hrabě od 953
    2. Ekbert z Ambergau, († 4. dubna 994), 953 hrabě z Hastfalagau
      1. Wichmann III., († 9. října 1016), hrabě z Königsdahlumu

  3. Heřman Billung, († 27. března 973), od 940 hrabě z Wetigau, od 956 markrabě a od 961 vévoda saský
    1. Bernard I., († 9. února 1011), vévoda saský
      1. Heřman, († mlád)
      2. Bernard II., († 29. června 1059), vévoda saský
        1. Ordulf (Otto), († 28. března 1072), vévoda saský
          1. (I) Magnus, († 23. srpna 1106), vévoda saský
            1. Wulfhilda, († 29. prosince 1126), ∞ Jindřich Černý, vévoda bavorský
            2. Eilika, († 18. ledna 1142), ∞ Ota Bohatý, hrabě z Ballenstedtu

          2. (II) Bernard, († 15. července neznámého roku)

        2. Heřman, († 1088), hrabě
        3. Gertruda, († 4. srpna 1113)
        4. Ida, († 31. července 1101)
        5. Benno(?), hrabě

      3. Dětmar, hrabě
        1. Dětmar,

      4. Gedesdiu (Gedesti), († 30. června po roku 1040)
      5. Matylda(?), († 28. dubna 1014)
      6. Othelendis(?), († 9. března 1044)

    2. Liutger, († 26. února 1011), hrabě z Westfalengau
      1. Imad, († 3. února 1076), 1051–1076 biskup z Paderbornu
      2. dcera

    3. Suanhilda, († 26. listopadu 1014)
    4. Matylda, († 25. května 1008)
    5. Imma, jeptiška